# Берилијум алуминат
Берилијум алуминат, , је оксид берилијума и алуминијума. Такође се назива и берилијум алуминијум оксид.
Као минерал носи назив хризоберил.